# ガザ政府
ガザ政府（ガザせいふ）は、パレスチナ自治区ガザ地区を実効支配しているイスラーム主義組織ハマース単独の政府である。

## 概要
2007年のガザの戦闘で、ファタハを駆逐してガザ地区の統治権を確立したハマースが、パレスチナ自治政府のマフムード・アッバース大統領によるイスマーイール・ハニーヤ内閣解散の命令を拒否してガザ地区で引き続き内閣を組織した。これにより、パレスチナには二つの政府が存在することとなり、ヨルダン川西岸とガザに事実上分断した状態となった。
2012年9月、内閣改造が行われた。
2012年10月23日、カタールのハマド・ビン・ハリーファ・アール＝サーニー首長が、2007年にハマースがガザを制圧して以来外国元首として初めてガザ地区を訪問し、ハニーヤ首相などと会談、ハマド首長はインフラ整備のための支援を表明した。2013年5月、著名ウラマーのユースフ・アル＝カラダーウィー率いる14カ国50人からなる使節団がガザを訪問した。
しかし2014年6月2日に暫定統一政府が発足し、首相には西岸側のラーミー・ハムダッラーが就任した。これにより西岸政府との分裂状態が解消された。その後、ハマスは統一政府を離脱。2017年10月12日にはエジプト仲介のもと、ファタハとの統一政権樹立で合意した。しかし、この合意は履行されていない。以降も、ヨルダン川西岸地区をファタハが、ガザ地区をハマスが支配する分裂状態になっている。